# 哈桑山

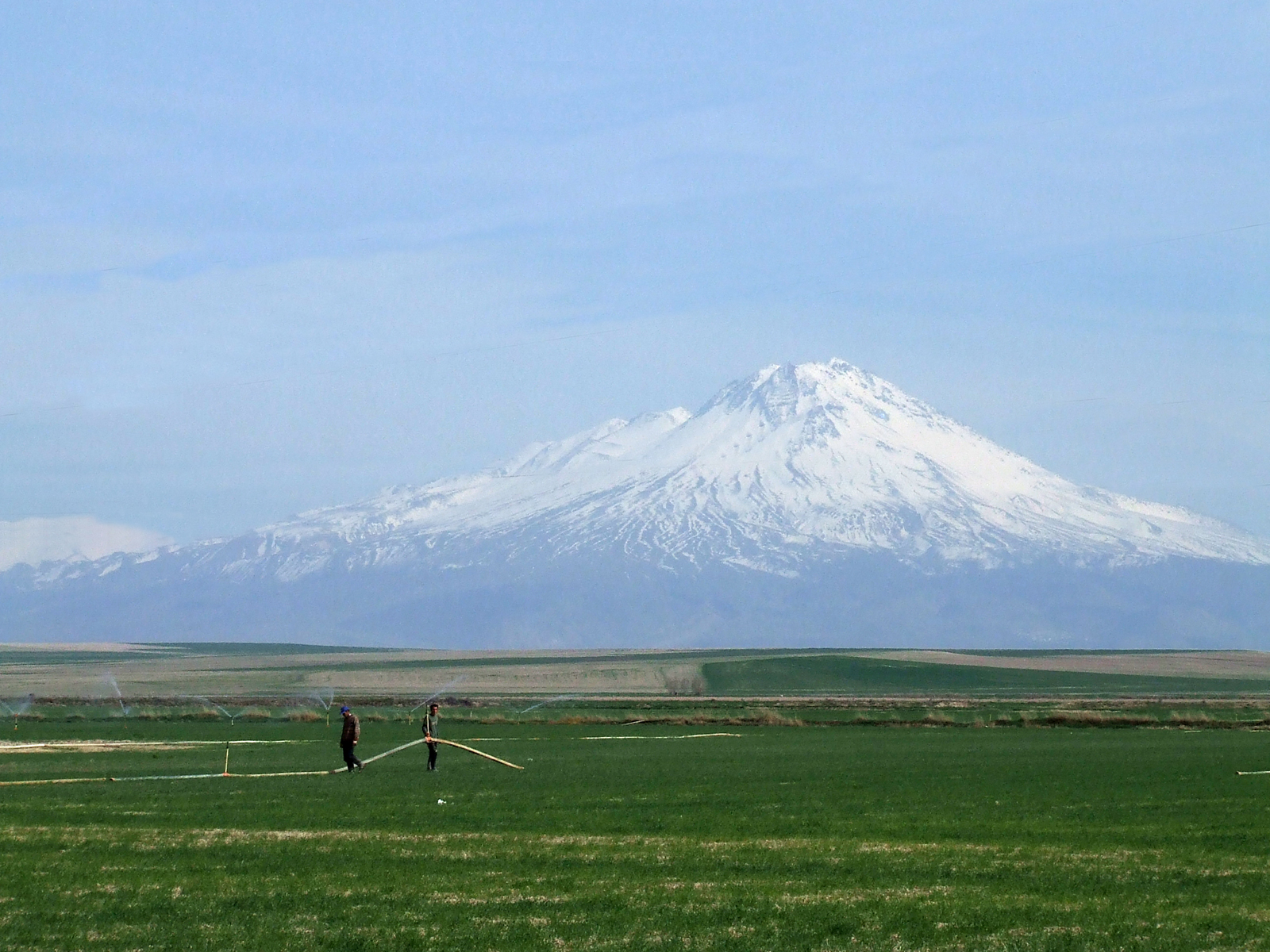

哈桑山是土耳其的火山，位於該國南部阿克薩賴省，海拔高度3,253米，該火山寬4至5公里的破火山口在公元前7500年形成，最近一次火山噴發在公元前6200年左右發生。

## 外部連結
- （土耳其文） Niğde